# Danh sách phương pháp điều trị ung thư chưa được chứng minh khoa học và bị bác bỏ
Đây là danh sách các liệu pháp thay thế đã được quảng cáo có khả năng thúc đẩy điều trị hoặc ngăn ngừa bệnh ung thư ở người nhưng thiếu bằng chứng khoa học và y khoa về tính hiệu quả. Trong nhiều trường hợp, các bằng chứng khoa học chứng minh rằng các phương pháp điều trị này là không hiệu quả. Không giống như các phương pháp điều trị ung thư đã được chấp nhận, những phương pháp điều trị thiếu bằng chứng về tính hiệu quả thường bị bỏ qua hoặc tránh bởi cộng đồng y khoa, và thường được gọi là giả dược.

## Hệ thống chăm sóc sức khỏe thay thế

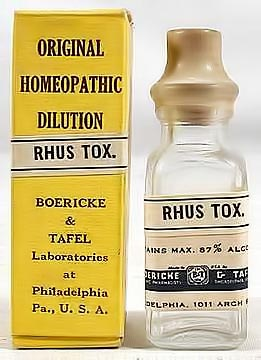
Homeopathic remedies – ineffective for treating cancer

- Liệu pháp mùi hương– sử dụng các chất thơm, như tinh dầu, với niềm tin rằng ngữi được mùi thơm của chúng sẽ có ảnh hưởng tích cực tới sức khỏe. Có một số bằng chứng rằng liệu pháp mùi hương giúp cải thiện tổng trạng sức khỏe chung, nhưng ngoài ra nó cũng được quảng cáo cho khả năng chống lại bệnh tật, bao gồm cả ung thư. Theo Hội Ung thư Hoa kỳ "hiện không có bằng chứng khoa học hỗ trợ tuyên bố liệu pháp mùi hương có hiệu quả trong việc ngăn ngừa hoặc điều trị ung thư".[2]
- Ayurvedic medicine – một hệ thống y học Hindu truyền thống 5000 năm có nguồn gốc từ tiểu lục địa Ấn Độ. Theo tổ chức Nghiên cứu Ung thư Vương quốc Anh "không có bằng chứng khoa học chứng minh Ayurvedic có thể điều trị hoặc chữa bệnh ung thư hay bất kỳ căn bệnh nào khác".[3]
- German New Medicine – một hệ thống y tế nổi tiếng được đưa ra bởi Ryke Geerd Hamer (1935–2017), trong đó mọi bệnh tật được bắt nguồn từ cú sốc tâm lý và y học chính thống được xem là một âm mưu truyền bá bởi người Do Thái. Không có bằng chứng tin cậy cho tuyên bố này và cũng không có lý do sinh học chính đáng nào why it should work.[4]
- Greek cancer cure – Một phương pháp chữa bệnh ung thư giả định được sáng chế và quảng bá bởi nhà vi sinh vật học Hariton-Tzannis Alivizatos. Nó bao gồm việc tiêm tĩnh mạch một loại chất lỏng vào cơ thể mà Aliviatos không tiết lộ công thức.[5]